# Camptorrhiza indica
Camptorrhiza indica är en tidlöseväxtart som beskrevs av S.R.Yadav, N.P.Singh och Brian Frederick Mathew. Camptorrhiza indica ingår i släktet Camptorrhiza och familjen tidlöseväxter. Inga underarter finns listade i Catalogue of Life.